# Croix de cimetière de Saint-Erblon (Ille-et-Vilaine)
La croix de cimetière de Saint-Erblon est un calvaire situé dans le cimetière à l'ouest du bourg de Saint-Erblon, dans le département français d'Ille-et-Vilaine, région Bretagne.

## Historique
La croix date du XVIe siècle et fait l’objet d’une inscription au titre des monuments historiques depuis le 27 février 1946.

## Architecture

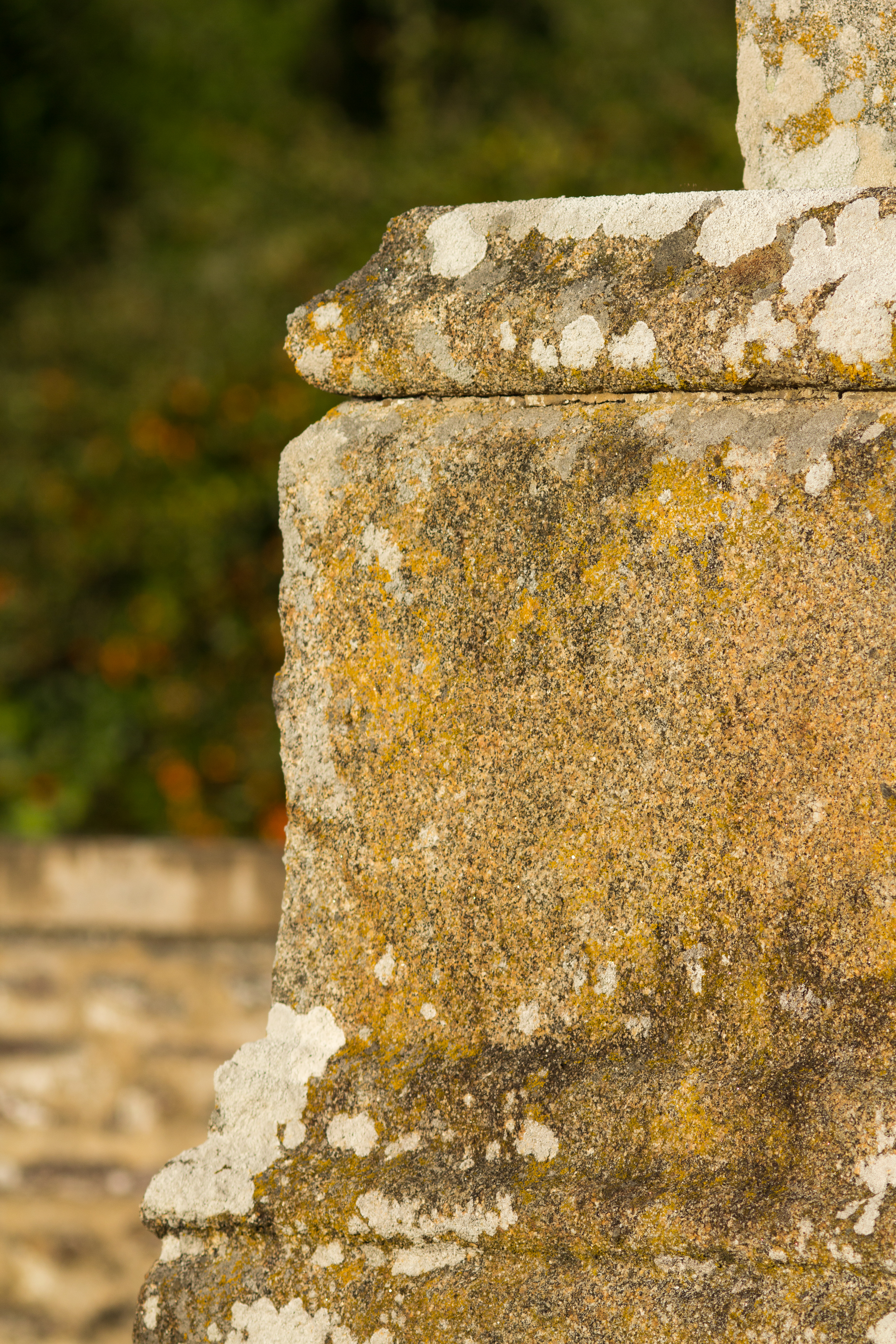
Socle
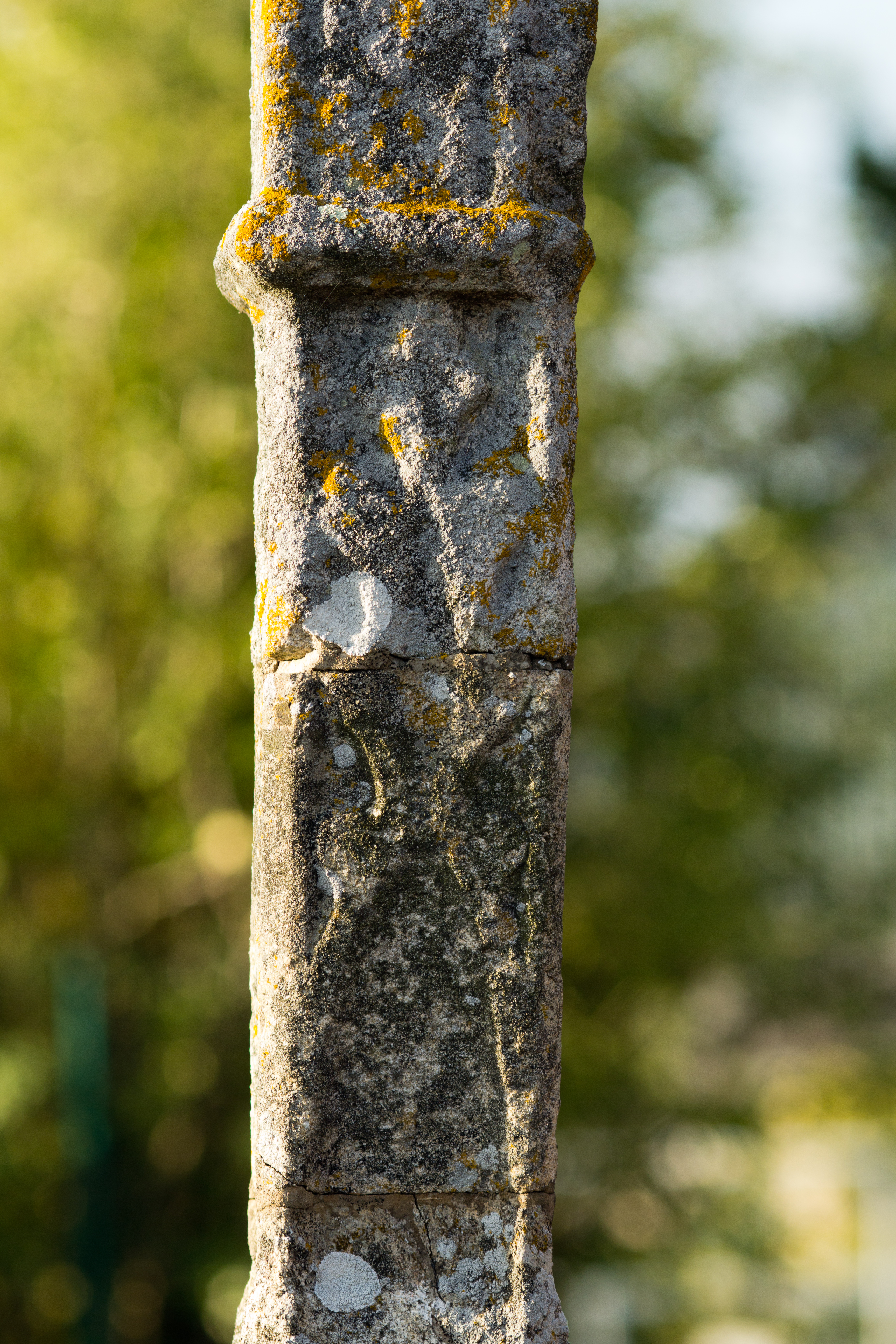
Fût
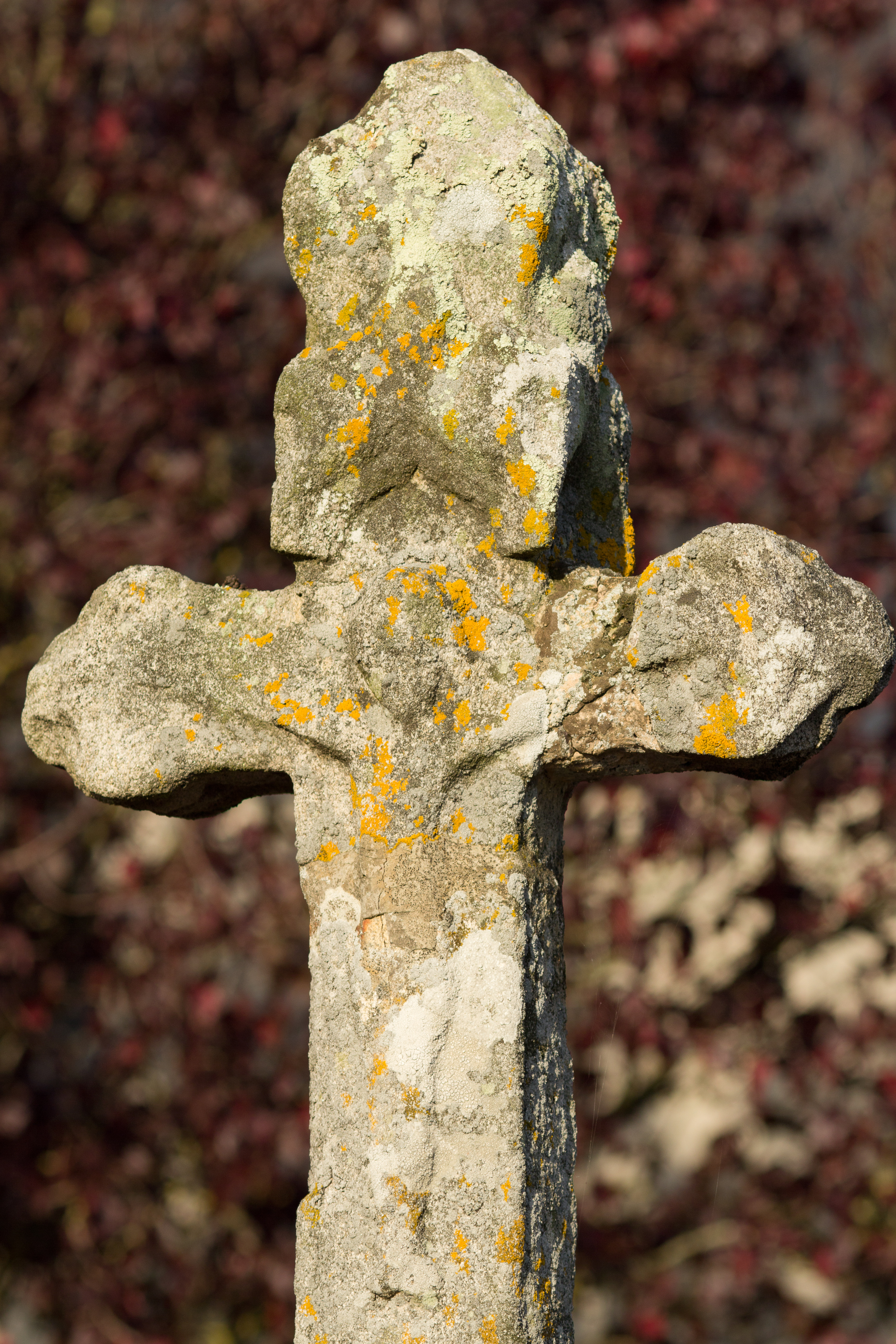
Sommet
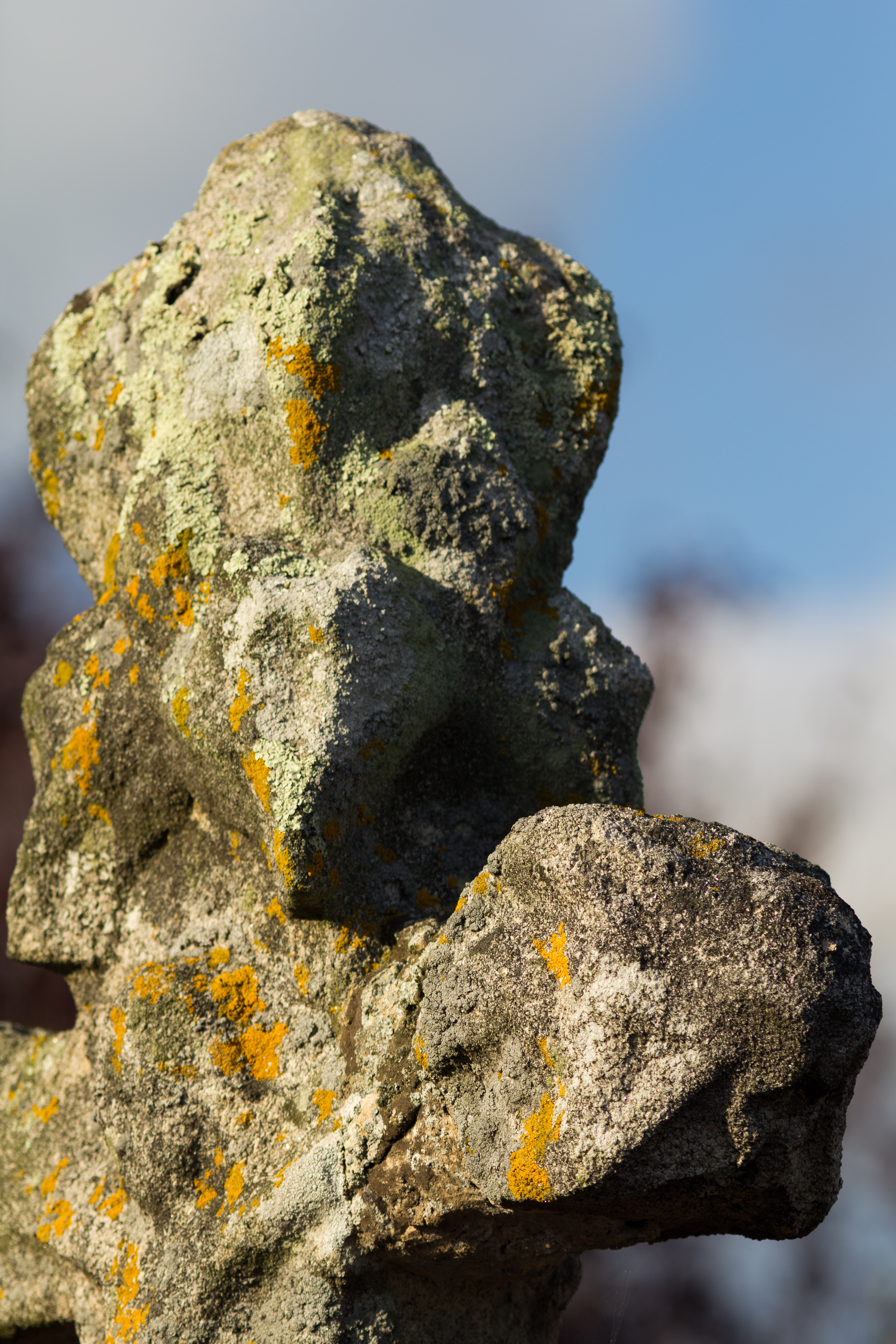
Fleurons